# قائمة أعمال صبري عبد المنعم
شارك صبري عبد المنعم في ما يزيد عن 470 عمل فني مختلف على مدار ما يزيد عن 50 عاما

## أعمال

### أفلام
| - كارت شحن:2023 - دفع رباعي:2019 - 122: 2019 - قهوة بورصة مصر:2019 - ضغط عالي:2019 - الفندق الغامض:2019 - ساعة رضا:2019 - ليل/ خارجي:2018-عم محمد - الرجل الأخطر:2018 - آسفين يا باشا:2018 - الكهف:2018 - فوبيا:2017-اللواء سامح - جواب اعتقال:2017-الشيخ سماحة - عمر الأزرق:2017-سعد الأزرق - المايسترو اراري:2016 - عمود فقري:2016 - أسد سيناء:2016-احمد الهمشري - الماء والخضرة والوجه الحسن:2016-مرقص - المرسي أبو العباس:2015-الشيخ حسن - شد أجزاء:2015 - زنقة ستات:2015-والد سهام - الدنيا مقلوبة:2015 - خطة بديلة:2015 - أبو العريف:2014 - بنت من دار السلام:2014-مصطفى - المهرجان:2014 - الملحد:2014 - إعدام بريء:2014 - واحد صعيدي:2014-أحمد الأسيوطي - زجزاج:2014 - طمبولا:2014 - قلب الأسد:2013-عبد الله الصواف - البرنسيسة:2013-عبدالمولى على حسن - متعب وشادية:2012 - هرج ومرج:2012 | - عبده موتة:2012-عم راضي - وبعد الطوفان:2012-سهد - رد فعل:2011-الحاج طه - فاصل ونعود:2011-والد د/ بتول - بيت المغتربات:2010 - الرجل الغامض بسلامته:2010 - الديلر:2010-والد يوسف - لمح البصر:2009-غازولي - ليالي الحب:2009 - أيام صعبة:2009-ضيف شرف - أمير البحار:2009-سليم بيه - ولاد العم:2009-مدير بالمخابرات المصرية - على جنب يا أسطى:2008-باشا مهم أحتاج مرعي - البلد دي فيها حكومة:2008-العميد زكريا - طباخ الريس:2008 - الشبح:2007-ضيف شرف - جوبا:2007 - طاطا نام طاطا قام:2007 - مهمة صعبة:2006 - في محطة مصر:2006 - أطلانتس: الإمبراطورية المفقودة:2001-الكــابـتـن رووك - الأجندة الحمراء:2000 - اليافطة:1998-الراوي - مهمة في منتصف الليل:1998 - الأنثى والدبور:1998-بدر الشرنوبي - أبو خطوة:1998-كمال - ناقص واحد:1997 - حواء 2000:1996-المحامي فوزي طاهر - كرامة امرأة:1996 - الحب في ظروف صعبة:1996 - عتبة الستات:1995-الدكتور زاهي - اللص والثعلب:1995-سلطان الشرنوبي - أيام الشر:1995-أسامة الحناوي رئيس المباحث - مربط الفرس:1994 | - الجاسوسة حكمت فهمي:1994-موسى بكار حلانيا اليهودي - موزع البريد:1994-صداق - دائرة الموت:1993 - الشطار:1993-الصحفي رأفت - ضحك ولعب وجد وحب:1993 - الخطوة الدامية:1992-رزق - 2 ضد القانون:1992 - المشاغبات والكابتن:1991-رئيس التنظيم - الجبلاوي:1991-عواد - بطل من الصعيد:1991-نوفل - بنت مشاغبة جداً:1991 - زمن الأقوياء:1991-عابد زنفل عابد - ليل وليالي:1991 - امرأة وظل رجل:1991-مدبولي - البيضة والحجر:1990-سباطه البواب - الأهطل:1990 - 3 تحت المراقبة:1990-شلاطة - امرأة تحت الاختبار:1990 - انا وحماتي والزمن:1990 - ابن مين بسلامته:1990 - شباب تحت المراقبة:1990 - وضاع الطريق:1990 - عنبر الموت:1989 - أحلام العبيط:1989 - ضحية حب:1988 - الجدعان الثلاثة:1988-حسان - الزوجة تعرف أكثر:1987-محسن - نداء الدم:1987-حمدان - من خاف سلم:1987-الريس سليمان - لقاء في شهر العسل:1987-شوقي - جواز مع سبق الإصرار:1987 - تحت التهديد:1986-مجدي - المطاردة الأخيرة:1986 - سارق السيارات:1986-شلاطة | - عذراء وثلاثة رجال:1986-جاسر - معركة النساء:1986 - الورثة:1986 - البداية:1986-صالح محمود - مدام شلاطة:1986-حمدي - المخبر:1986 - شادر السمك:1986-سعدي - وداعا يا ولدي:1986-أبو داوود - الحلم القاتل:1986-وكيل النيابة - القطار:1986-عبدالجليل - كدابين الزفة:1986 - فتوة درب العسال:1985-الدكش - بصمات فوق الماء:1985-إسماعيل - المنتقمون:1985-إبراهيم - استغاثة من العالم الآخر:1985-النائب العام - الشيطان يغني:1984-حاتم - الانتقام لرجب:1984 - جبابرة الميناء:1984 - كلاب الحراسة:1984 - امراة في السجن:1984-رجائي - ألعاب ممنوعة:1984-الحرامي - الحريف:1984-الضابط - القضية رقم 1:1982-مساعد ضابط التحقيق - أهل القمة:1981 - موت أميرة:1980-جابر - مايوه لبنت الأسطى محمود:1978-الأسطى أحمد - شفيقة ومتولي:1978 - كفاني يا قلب:1977 - شقة في وسط البلد:1975-ضابط القسم - ليل وغوازي - الثعبان - الهروب إلى السجن - فخ الثعالب - هيام-الدكتور حسام صقر |

### مسلسلات
| - الاختيار:2020-والد النقيب علي - القمر آخر الدنيا:2020 - فرصة تانية:2020-عبدالفتاح -والد مدحت - ليالينا 80:2020 - صانع الأحلام:2019-ضيف شرف - قمر هادي:2019-ضيف شرف - مملكة الغجر:2019 - بركة:2019-والد صلاح - أنا شيري دوت كوم:2019-ضيف شرف - الضاهر:2019 - شقة فيصل:2019 - مليكة:2018 - أمر واقع:2018-والد عمر - أبواب الشك:2018-ضيف شرف - عوالم خفية:2018-سامح زايد - نسر الصعيد:2018-صلاح - طلعت روحي:2018-جابر - الدولي:2018-ضيف شرف - وضع أمني:2017-الشيخ مدبولي - لأعلى سعر:2017-ضيف شرف - كلبش:2017-أنور الخولي - الأب الروحي:2017-صبري العطار - الحصان الأسود:2017-الجعيري - عشم إبليس:2017-دكتور عزت - ظل الرئيس:2017-فضل - الحرباية:2017 - بشر:2017 - سلسال الدم (ج4، 5):2017، 2018-شرقاوي - الكبريت الأحمر (ج1):2016-والد سندس - شطرنج (ج3):2016-فاروق والد المقدم خالد - راس الغول:2016-منتصر مساعد وزيرة الصحه - الخروج:2016-ضيف شرف - الطبال:2016-والد صالح - الأسطورة:2016-حكيم - أريد رجلًا:2015 - حارة اليهود:2015 - ولاد السيدة:2015-ضيف شرف - لعبة إبليس:2015 - حق ميت:2015-مفيد والد نهال - حالة عشق:2015-المعلم عيسى اللبان - أريد رجلا (ج2):2015 - من الجاني؟:2015-مهدي / ضيف ح2 - طريقي:2015-جلال - ألوان الطيف:2015 - الصعلوك:2015-إبراهيم - بعد البداية:2015 - مكان في القصر:2014-شبانة - شمس:2014-حسين - الدجال:2014 - الإكسلانس:2014-الشيخ جلال - السيدة الأولى:2014-مرشح رئاسي - عد تنازلي:2014-اللواء صبري - العملية ميسي:2014 - دكتور أمراض نسا:2014 - نكدب لو قلنا ما بنحبش:2013 - نيران صديقة:2013-توفيق عبد الحميد والد نور - اسم مؤقت:2013-مجدي عبد العزيز - تحت الأرض:2013-وهبة خليف/والد منى - مزاج الخير:2013 - ألف سلامة:2013 - فض اشتباك:2013 - يوميات ونيس (ج8):2013-سليمان صابر الشحات - شمس الأنصاري:2012 - رقم مجهول:2012-والد علي - بنات x بنات:2012 - النار والطين:2012 | - الخفافيش:2012 - أخت تريز:2012 - الإمام الغزالي:2012-افتخار الدين - الهروب:2012-حج إسماعيل - 9 جامعة الدول:2012 - فرح العمدة:2012 - فيرتيجو:2012-م. عبد الرحمن - البحر والعطشانة:2012 - نابليون والمحروسة:2012-الحاج منصور - انا وبابا:2011-ضيف شرف - المواطن اكس:2011 - كيد النسا (ج1، 2):2011، 2012 - صفحات شبابية (ايد واحدة + شباب الفيس بوك):2011 - الريان:2011 - نونة المأذونة:2011-نظيم بك - الزناتي مجاهد:2011-ضيف شرف - مسألة كرامة:2011 - الشوارع الخلفية:2011 - احنا الطلبة:2011-الحاج هاشم - مكتوب على الجبين:2011 - شبرا تي في:2011 - جوز ماما مين (ج2):2011 - الشحرورة:2011 - بابا نور:2010 - ماما في القسم:2010 - الصيف الماضي:2010 - حكايات بنعيشها: كابتن عفت:2010-سيد القليوبي - قصة حب:2010-ضيف شرف - أهل كايرو:2010-الوزير عزيز الجبالي - اللص والكتاب:2010-مدير الامن - الحارة:2010 - الجماعة (ج1، 2):2010، 2017-ضيف شرف+القاضي - القطة العميا:2010 - حكايات بنعيشها: هالة والمستخبي:2009-زكي - أنا قلبي دليلي:2009-داود حسني - زيزو 900:2009 - بشرى سارة:2009-طلعت - تاجر السعادة:2009 - الأشرار:2009 - وكالة عطية:2009 - أفراح إبليس:2009 - أولاد الحلال:2009 - الهروب من الغرب:2009 - كلام نسوان:2009 - هانم بنت باشا:2009 - البوابة الثانية:2009 - زهرة برية:2009 - إسماعيل يس أبوضحكة جنان:2009-بشارة واكيم - عبودة ماركة مسجلة:2009-جساس - الرجل والطريق:2009 - شط إسكندرية:2008 - شرف فتح الباب:2008-لطفي - هيمه أيام الضحك والدموع:2008-الأستاذ ميلاد - 7 شارع السعادة:2008 - بعد الفراق:2008 - طريق الخوف:2008 - دموع القمر:2008 - جدار القلب:2008 - دموع في حضن الجبل:2008 - المحطة اكشن نيوز:2008 - حمد الله على السلامة:2007 - لحظات حرجة:2007-حلقة واحدة - أمير الشرق عثمان دقنة:2007 - راجل وست ستات (ج2، 5، 7):2007-ضيف شرف - يتربى في عزو:2007-د. عماد - عائلة مجنونة جداً:2007-سعيد | - صرخة أنثى:2007 - رجل غني فقير جدا:2007-فرج زوج خيرية - قيود من نار:2007-فتح الله - سلطان الغرام:2007 - حاسبوا منه:2007 - تامر وشوقية (ج2):2007 - جامعة بابا:2007 - الملك فاروق:2007-كامل البنداري - أولاد الغالي:2006 - آن الأوان:2006 - أذكى غبي في العالم:2006 - حارة العوانس:2006 - أحزان مريم:2006 - سوق الخضار:2006-ضيف شرف - لا أحد ينام في الإسكندرية:2006-أبو حميدو - كشكول لكل مواطن:2006 - العندليب: حكاية شعب:2006-أحمد صبرة - الشارد:2005-المحامي - ريا وسكينة:2005-الضابط - قلب حبيبة:2005-والد سلمى - عباس الأبيض في اليوم الأسود:2004-المعلم أبو زيد - حدث في الهرم:2004 - أحلام البنات:2004-ضيف شرف - أوراق مصرية (ج3):2004-شحاتة - بابا في تانية رابع:2004 - بنت من شبرا:2004-هارون - أحلام هند الخشاب:2004 - محمود المصري:2004-ضيف شرف - لقاء السحاب:2004 - نجمة الجماهير:2003 - أنوار الحكمة:2003 - فارس الرومانسية:2003-إبراهيم المازني - قمر سبتمبر:2003 - ملك روحي:2003 - المرأة في الإسلام:2003 - أبيض x أبيض:2003-ضيف شرف - طيور الشمس:2002 - جائزة نوفل:2002 - الخريف لن يأتي أبدًا:2002 - الوشم:2001-حسان - رحيق الفوارس:2001 - عين العقل:2001 - الوجه الغامض:2001 - سوق العصر:2001-سمعة زميل منصور - خالف تعرف:2001 - عصفور تحت المطر:2001 - إحنا نروح القسم:2001 - حديث الصباح والمساء:2001-رستم - أوبرا عايدة:2000-د. عصفور - قط وفار فايف ستار:2000 - عفوا هذا حقي:2000 - كل ده كان ليه:2000 - اللعبة:1999 - أحلام مؤجلة:1999 - شيكورونة:1999 - الحنين إلى الماضي:1999-دكتور شاهين - الغروب لا يأتي سراً:1999 - افتح قلبك:1999 - المجهول:1998 - هوانم جاردن سيتي (ج2):1998-الأمير شاهر - القنفد:1997 - الحصيدة:1997 - عباسية واحد:1997-سبعاوي - الخط الساخن:1997 - بريء في ورطة:1997 - زيزينيا (ج1، 2):1997، 2000-إلهامي - أبناء دهشان:1997 - الأبطال (ج2):1997-ديبوي | - سعد اليتيم:1997-منجي - جمهورية زفتى:1997 - ومن الذي لا يحب فاطمة:1996-طبيب ماجدة - أبو العلا 90:1996-حسين (رضا أبو شادي) - عزبة المنيسي:1996 - عدل الأيام:1996 - ألف ليلة وليلة: فضل الله ووردانه:1996-الوالي - أسوار الظلم:1995 - حكايات من حارتنا:1995 - المال والبنون (ج2):1995-طلعت - الصبر في الملاحات:1995 - ساكن قصادي (ج1):1995 - البراري والحامول:1995 - سر الأرض:1994 - الآنسة كاف:1993 - عروس البحر:1993 - سور مجرى العيون:1993-ربيع - ليلى زمانها جايه:1992-وكيل النيابة - اللاعبون بالنار:1990-نجيب أبو العزم - أيام الحب والغضب:1990 - ليالي الحلمية:-جلال شهاب - سنوات الصبر:1989 - فتى الأندلس:1989-فائق - اللقاء الثاني:1988 - رأفت الهجان (ج1-> 3):1988، 1990، 1992-محمد رفيق - وشاءت الأقدار:1987 - غداً تدق الأجراس:1987 - كوم الدكة:1987 - اللاعب والدمية:1986 - المنعطف:1986 - رحلة السيد أبو العلا البشري:1986-مصطفى سعفان - ألوان:1985 - حكايات هو و هي:1985-جلال شحاتة - جواري بلا قيود:1984-إيهاب - إنتقام إمرأة:1983-إبراهيم - مسافرون:1983 - الشهد والدموع (ج1، 2):1983، 1985-مختار - الإنسان والمجهول:1982-محمود جودة - أيوب البحر:1982-حناطه - زهرة البنفسج:1982 - أبواب المدينة (ج1، 2):1981، 1983-صبحي - محمد رسول الله (ج1):1980-هاران بن آزر - الصقر:1979 - الشوارع الخلفية:1979 - طيور بلا أجنحة:1979 - الغضب:1978 - المشربية:1978-عوضين - متى تبتسم الدموع:1978 - الصراع - البحيرات المرة - كف القدر - هي والعاصفة - أدركني يادكتور - وراء المجهول-فتحي - لن نبكي من اجلهم - أقوى من الطوفان - فرط الرمان - أئمة الهدى - الحل الوحيد - أبرياء ولكن - الصقر الذهبي - المباراة - الألغاز والمغامرون الخمسة - الفدان الأخير - الظلال-ضيف شرف - بوجي وطم طم في رمضان |

### سهرة تليفزيونية
| - سلام يا دنيا:1998 - دولت فهمي التي لم يعرفها أحد:1987-أحمد ماهر - وكانت غلطة:1986-نوفل - الزنزانة:1983 - وحوش أليفة-حرامي بحجز النيابة - هيام-الدكتور حسام صقر | - عزيزة - السيد الخادم - دموع في عيون بريئة - احلام البلياتشو - حكاية عمتي | - قطعوا التوتة - الدائرة المغلقة - مرة واحد صاحبنا - مع السلام يا سلام-عرنوس فتح الباب - المتهم البريء | - الأسوار - الشكل والمضمون - رد اعتبار - كل في طريق - عيون الوهم | - انتظر و دعني أفكر - العدالة الظالمة - الطريق المجهول - لا عزاء للأقارب - إحنا بتوع الأنيميا |

| - في عز الظهر:2003 - آه يا عقلي:2002 - سعدي ومرعي:1999-دياب - تفاحة يوسف:1997 - رحله التنوير:1990-الراوي - فارس وبني خيبان:1987 - زوجة واحدة تكفي:1979 - العمر لحظة:1974 - القاهرة في ألف عام:1969 - مسافر ليل-الكمساري - أبو زيد الهلالي سلامة - القصة المزدوجة للدكتور بالمي - إصحى يا نايم | - رومانسية بالأرانب:2012 - لن أعيش في جلباب أبي:1995 - أفواه وأرانب:1976 - وتاه مني الطريق - جريمة عبر الحدود-الرائد - النشالة والجاسوس - شاليه على البحيرة-شناوي - هزار في منتهى الجد - انا لم اقتلها-الكونستابل - سر الغائبة - نزوات قاتلة-كمال | - دور شطرنج:2017 - استجماتيزم:2012-أبو بيتر - خط أحمر:2010 - أحلام وسلمان:2009 - العيال اتجننت:1999-ضيف شرف - شوية عيال:1999 - مانستغناش:1998-ضيف شرف - زي النهارده:1996 - الدنيا لعبة:1995 - عجايب صندوق الدنيا:1991-ضيف شرف - عالم ورق ورق ورق:1990 - فوازير المناسبات:1988 - اللعب في الممنوع:1977 - أين حبي - توافقي | - بين الناس:2000 - الحكاية مع عمرو أديب:2018-ضيف شرف - صاحبة السعادة:2014-ضيف شرف - منكم وإليكم والسلام عليكم (ج2):1995-ضيف شرف - لا تفهمونا غلط-ضيف شرف |